# Hansi Flick
Hans-Dieter „Hansi” Flick (ur. 24 lutego 1965 w Heidelbergu, wym. niem. [ˈhanzi ˈflɪk]) – niemiecki piłkarz, który występował na pozycji pomocnika oraz trener piłkarski. Obecnie pełni funkcję trenera hiszpańskiego klubu FC Barcelona.
Zdobywca Ligi Mistrzów UEFA z Bayernem Monachium w sezonie 2019/2020. Od lipca 2021 do września 2023 pełnił funkcję selekcjonera reprezentacji Niemiec w piłce nożnej. Od maja 2024 trener FC Barcelony.

## Kariera piłkarska
Jako zawodnik rozegrał 144 mecze w Bundeslidze i strzelił 6 goli. W latach 1985–1990 występował w Bayernie Monachium, z którym zdobył pięć tytułów mistrza kraju (1985, 1986, 1987, 1989 i 1990). Później przez trzy lata grał w 1. FC Köln, a w 1994 roku przeniósł się do trzecioligowego FC Bammental, gdzie w 2000 zakończył piłkarską karierę.

## Kariera trenerska
W 1996 rozpoczął pracę szkoleniową. Został grającym trenerem FC Bammental. Po zakończeniu piłkarskiej kariery przez pięć lat prowadził inny trzecioligowy klub TSG 1899 Hoffenheim. Na początku 2006 został drugim trenerem austriackiego Red Bull Salzburg. Po Mistrzostwach Świata 2006 dołączył do sztabu nowego selekcjonera reprezentacji Niemiec Joachima Löwa jako pierwszy asystent.
Przed sezonem 2019/2020 został zatrudniony jako asystent Niko Kovača w Bayernie Monachium. 3 listopada 2019 po przegranej 1:5 z Eintrachtem Frankfurt klub poinformował o rozstaniu z Kovacem, jednocześnie ogłaszając, że Flick tymczasowo przejmie obowiązki pierwszego trenera do czasu ogłoszenia nazwiska następcy Chorwata.
3 kwietnia 2020 Bayern poinformował, że Flick pozostanie na stanowisku na stałe. Niemiec podpisał kontrakt ważny do 30 czerwca 2023. Już w pierwszym sezonie pracy, jako jedyny w historii niemiecki szkoleniowiec zdobył z Bayernem sekstet, wygrywając Mistrzostwo Niemiec, Puchar Niemiec, Ligę Mistrzów, Superpuchar Niemiec oraz Superpuchar UEFA. W lutym 2021 wygrał również z Bawarczykami Klubowe Mistrzostwa Świata. 17 kwietnia 2021 poinformowano, że po zakończeniu sezonu odejdzie z Bayernu. Jako powód wskazał chęć pracy jako selekcjoner niemieckiej drużyny narodowej.
11 lipca 2021 został selekcjonerem reprezentacji Niemiec. Został zwolniony z funkcji selekcjonera we wrześniu 2023 roku. 29 maja 2024 został trenerem FC Barcelony, podpisując dwuletni kontrakt. 12 stycznia 2025 po pokonaniu Realu Madryt (5:2) w finale Superpucharu Hiszpanii zdobył swoje pierwsze trofeum jako trener FC Barcelony. 26 kwietnia zdobył z Barceloną Puchar Króla pokonując Real Madryt 3:2 po dogrywce.

## Statystyki kariery

### Trener
(aktualne na 26 kwietnia 2025)
| Zespół              | Od               | Do                | Statystyka | Statystyka | Statystyka | Statystyka | Statystyka |
| Zespół              | Od               | Do                | M          | W          | R          | P          | % W        |
| ------------------- | ---------------- | ----------------- | ---------- | ---------- | ---------- | ---------- | ---------- |
| Victoria Bammental  | 1 lipca 1996     | 30 czerwca 2000   | 122        | 44         | 33         | 45         | 36,07      |
| TSG 1899 Hoffenheim | 1 lipca 2000     | 19 listopada 2005 | 196        | 88         | 46         | 62         | 44,90      |
| Bayern Monachium    | 3 listopada 2019 | 30 czerwca 2021   | 86         | 70         | 9          | 7          | 81,40      |
| Niemcy              | 1 sierpnia 2021  | 10 września 2023  | 25         | 12         | 7          | 6          | 48,00      |
| FC Barcelona        | 1 lipca 2024     |                   | 53         | 40         | 6          | 7          | 75,47      |
| Łącznie             | Łącznie          | Łącznie           | 483        | 254        | 101        | 127        | 52,59      |

## Sukcesy

### Piłkarz

#### Bayern Monachium
- Mistrzostwo Niemiec: 1985/1986, 1986/1987, 1988/1989, 1989/1990
- Puchar Niemiec: 1985/1986
- Superpuchar Niemiec: 1987

### Trener

#### Bayern Monachium
- Mistrzostwo Niemiec: 2019/2020, 2020/2021[4]
- Puchar Niemiec: 2019/2020
- Superpuchar Niemiec: 2020
- Liga Mistrzów UEFA: 2019/2020
- Superpuchar Europy UEFA: 2020
- Klubowe mistrzostwo świata: 2020

#### FC Barcelona
- Superpuchar Hiszpanii: 2025
- Mistrzostwo Hiszpanii: 2024/2025
- Puchar Króla: 2024/2025

### Wyróżnienia
- Trener Roku UEFA: 2020[5]
- Trener Roku FIFA (2. miejsce): 2020[6]
- Trener Roku według World Soccer: 2020[7]
- Trener Roku w plebiscycie Globe Soccer Awards: 2020[8]
- Trener roku w plebiscycie TVP Sport: 2020[9]
- Najlepszy trener klubowy według IFFHS: 2020[10]
- Najlepszy trener klubowy według IFFHS (3. miejsce): 2021[11]
- Osobowość Roku według „Kickera”: 2020[12]

### Odznaczenia
- Order Bawarski Zasługi: 2020[13]